# Серый шум

Спектр серого шума

Серый шум — шумовой сигнал, соответствующий психоакустической кривой постоянной громкости по всем частотам, то есть для человеческого слуха он имеет одинаковую громкость на всех частотах.
Спектр серого шума получается, если сложить спектры броуновского и фиолетового шумов. В спектре серого шума виден большой «провал» на средних частотах, однако человеческий слух субъективно воспринимает серый шум как равномерный по спектральной плотности (без преобладания каких-либо частот).